# Stazione di Baradero
La stazione di Baradero (Estación Baradero in spagnolo) è una stazione ferroviaria situata nell'omonima città della provincia di Buenos Aires. Fermano a Baradero treni passeggeri a lunga percorrenza per Buenos Aires, Rosario, Córdoba e Tucumán.

## Storia
La stazione fu aperta al traffico il 3 maggio 1885.
Il 28 agosto 2013 il fabbricato viaggiatori è stato distrutto da un incendio. La compagnia statale Operadora Ferroviaria ha presentato nel febbraio 2018 il progetto di restauro e recupero dell'edificio per una spesa totale di 26 milioni di pesos.